# Rene Medvešek
Rene Medvešek (ur. 21 czerwca 1963 w Velikiej Goricy) – chorwacki aktor, reżyser i prezenter telewizyjny.
Wystąpił w dziesięciu filmach i serialach telewizyjnych. Na arenie międzynarodowej jest najbardziej znany z roli serbskiego terrorysty Vlado Miricia w dreszczowcu Peacemaker (1997) u boku Nicole Kidman i George’a Clooneya.
W 1990 miał prowadzić 35. Konkurs Piosenki Eurowizji w Zagrzebiu. Po rozwiązaniu nieporozumień w funkcji prezentera zastąpił go Oliver Mlakar.